# Zygmunt Ostrowski
Zygmunt Henryk Ostrowski (ur. 19 lutego 1911 w Zawadzie, zm. 20 lutego 1988 w Warszawie) – polski inżynier mechanik i polityk, w latach 1962–1965 minister przemysłu ciężkiego. Prezes Głównego Urzędu Miar i Centralnego Urzędu Jakości i Miar w latach 1965–1972.

## Życiorys
Syn Tomasza i Antoniny, uzyskał tytuł zawodowy inżyniera mechanika, w 1934 ukończył naukę w Państwowej Szkole Przemysłowej w Bydgoszczy. W II Rzeczypospolitej był pomocnikiem biurowym w Komunalnej Kasie Oszczędności w Gostyninie, technikiem ruchu w Gazowni Miejskiej w Toruniu oraz konstruktorem kierownikiem montażu w Firmie „Aeosolo” w Gdyni. W latach 1941–1945 kreślarz i konstruktor w Fabryce „Lehnert” w Bydgoszczy. Po wojnie do 1950 kierownik produkcji, dyrektor handlowy i dyrektor naczelny w Pomorskich Zakładach Budowy Maszyn w Bydgoszczy. Następnie był zastępca dyrektora ds. inwestycyjnych w Centralnym Zarządzie Budowy Maszyn Ciężkich w Gliwicach oraz dyrektorem naczelnym Centralnego Zarządu Ogólnego Budownictwa Maszynowego w Warszawie i Centralnego Zarządu Przemysłu Urządzeń Mechanicznych w Warszawie. W latach 1953–1958 dyrektor departamentu w Państwowej Komisji Planowania Gospodarczego, potem do 1960 dyrektor generalny Zjednoczenia Przemysłu Taboru Kolejowego „Tasko” w Poznaniu.
W 1945 wstąpił do Polskiej Partii Robotniczej, a w 1948 do Polskiej Zjednoczonej Partii Robotniczej. Od 1964 do 1968 był zastępcą członka Komitetu Centralnego PZPR. W 1960 został podsekretarzem stanu w Ministerstwie Przemysłu Ciężkiego, a od 1962 do 1965 pełnił urząd ministra tegoż resortu. Po odejściu z rządu w latach 1965–1972 prezes Głównego Urzędu Miar i Centralnego Urzędu Jakości i Miar.
Odznaczony Orderem Sztandaru Pracy II (1954) i I (1964) klasy oraz Medalem 10-lecia Polski Ludowej (1954).